# Hippellozoon novaezelandiae
Hippellozoon novaezelandiae is een mosdiertjessoort uit de familie van de Phidoloporidae. De wetenschappelijke naam van de soort is, als Retepora novaezelandiae, voor het eerst geldig gepubliceerd in 1895 door Waters.